# Nils Axelsson
Pour les articles homonymes, voir Axelsson.
Nils Axelsson (né le 18 janvier 1906 à Helsingborg et mort le 18 janvier 1989) est un footballeur suédois.

## Biographie

### Club
Il commence sa carrière tout d'abord chez les jeunes de l'Eneborgs BK, avant de rejoindre l'IFK Helsingborg.
Durant sa carrière de club en professionnel, il évolue exclusivement dans le club suédois de l'Helsingborgs IF entre 1927 et 1944. Il joue en tout 584 matchs pour un but en Allsvenskan.

### International
Au niveau international, il joue 23 matchs avec l'équipe de Suède entre 1929 et 1937. Il est sélectionné pour jouer pendant la coupe du monde 1934 en Italie.